# Мілтон Оботе
Мі́лтон Апо́лло Обо́те Опе́то (*24 грудня 1924 — †10 жовтня 2005) — уґандійський політик, діяч визвольного руху.

## Життєпис
За етнічною належністю ланго. Закінчив університетський коледж Макерере. Почесний доктор права університетів Нью-Йорка і Нью-Делі. У 1958 обраний до Законодачої ради Уганди. Оботе був з 1960 лідером Народного конгресу Уґанди. У 1962—66 прем'єр, у 1967—71 президент і глава уряду. Проводив політику зміцнення центральної влади, здійснював антифеодальні заходи. В 1967 був одним з авторів нової конституції Уганди, що скасувала королівства Буганда, Уньйоро, Нкоре і Торо і проголосила Уганду унітарною республікою. Після державного перевороту І. Аміна Дада перебував у еміграції в Танзанії. Після перемоги на виборах у 1980—85 знову президент. Був знову повалений і втік до Танзанії, а звідти — до Замбії. Помер у ПАР.